# Copelatus pallidus
Copelatus pallidus is een keversoort uit de familie waterroofkevers (Dytiscidae). De wetenschappelijke naam van de soort is voor het eerst geldig gepubliceerd in 1895 door Régimbart.